# Evel Knievel
Robert Craig "Evel" Knievel, Jr., född 17 oktober 1938 i Butte, Montana, död 30 november 2007 i Clearwater, Florida, var en amerikansk stuntman med motorcykelhopp över bussar och andra hinder som sin specialitet.

## Biografi
Knievels storhetstid var framförallt under 1970-talets första hälft, då han blev känd världen över för sina "busshopp", av vilka det längsta lyckade 1975 tog honom över 14 Greyhoundbussar.
Knievel avslutade sin stuntkarriär i mars 1981. Mot slutet av sitt liv hade han hälsoproblem, direkt och indirekt orsakade av de svåra skador han ådragit sig av misslyckade stunttrick. Han drabbades av många frakturer och vid en av de operationer som det ledde till fick han Hepatit C genom en blodtransfusion och tvingades därför senare genomgå en levertransplantation.
Han spelade sig själv i filmen Viva Knievel! (1977). Han har också porträtterats på film av George Hamilton 1971 och av Sam Elliott 1974.
Sonen Robbie Knievel (1962-2023) fortsatte i sin fars spår och har satt många inofficiella världsrekord i motorcykelhoppning.